# Färöpottia
Färöpottia (Tortula wilsonii) är en bladmossart som beskrevs av Richard Henry Zander 1993. Färöpottia ingår i släktet tussmossor, och familjen Pottiaceae. Arten har ej påträffats i Sverige. Inga underarter finns listade i Catalogue of Life.